# Ourondo
Ourondo ist ein Ort und eine ehemalige Gemeinde (Freguesia) im portugiesischen Kreis Covilhã. Die Gemeinde hatte 373 Einwohner (Stand 30. Juni 2011).
Am 29. September 2013 wurden die Gemeinden Ourondo und Casegas zur neuen Gemeinde União das Freguesias de Casegas e Ourondo zusammengeschlossen.